# Relações entre Eritreia e Iêmen
As relações entre Eritreia e Iêmen referem-se às relações atuais e históricas entre a Eritreia e o Iêmen. Os dois países lutaram brevemente pelas Ilhas Hanish no Mar Vermelho em 1995. Em 2004, o presidente eritreu Isaias Afewerki foi convidado e visitou o Iêmen por dois dias. Foi acompanhado por vários ministros do governo e militares de alto escalão, incluindo o ministro das Relações Exteriores, Ali Said Abdella.

## Conflito das Ilhas Hanish
O conflito das Ilhas Hanish foi uma disputa entre os dois países sobre a ilha de Grande Hanish, no Mar Vermelho, uma das maiores do então disputado arquipélago Zukur-Hanish. Os combates ocorreram durante três dias, de 15 de dezembro a 17 de dezembro de 1995, onde ocorreu uma vitória militar da Eritreia no segundo dia e manteve a posse das ilhas até 1998. Em 1998, o Tribunal Permanente de Arbitragem determinou que o arquipélago pertencia ao Iêmen.